# 金輔鉉
金 輔鉉（きん・ほけん、キム・ボヒョン、김보현、1871年8月19日 - 1955年9月2日）は、李氏朝鮮時代の小作農民。平安南道出身。漢方薬店主金亨稷の父。朝鮮民主主義人民共和国（北朝鮮）国家主席金日成の祖父。国防委員長の金正日の曾祖父。本貫は全州金氏。金正恩の高祖父。

## 生涯
- 李氏朝鮮平安南道大同郡で、小作農民金膺禹の長男として生まれる。
- 父の金膺禹が早く死亡したため、生活に困窮し、平壌付近の地主李平沢（リ・ピョンテク）家の墓守兼小作人をしていた。
- 李寶益と結婚して、長男金亨稷（金日成の父）、二男金亨禄、三男金亨権、長女金九日女、次女金亨實、三女金亨福の3男3女をもうける。
- 光復以後、孫の金成柱が抗日の英雄金日成将軍として、朝鮮に凱旋した折、年齢の若さから偽者説・中国人説などの風聞が起きた為、慌てたソ連側は、1945年10月15日に、金日成を万景台に住んでいた実家に訪問させ、抗日として戦っていた戦歴の口裏を合わせる工作を行った。
- 輔鉉は誠実な人であったため、欺瞞に耐えられず、後日平壌で行われた金日成将軍の凱旋祝賀会には欠席をしている。
- 孫の金成柱が朝鮮民主主義人民共和国を建設し、親族が官僚に登用される中で、政府の要職に就くことを嫌い、万景台で従来通り、農夫として生活した。素朴で控え目な人物として知られている。1955年9月2日、84歳で死去。万景台の墓地には、彼の半身像が建てられている。

## 北朝鮮から見た評価
- 「小作農として生まれ、数々の苦心の中で生きながら、子や孫たちに愛国心を教え、その活動を熱烈に支援した人物である」と評価されているが、これは北朝鮮当局の宣伝による内容であり、実際の人物像とはかけ離れている。

## 輔鉉の名に因んだもの
- 素朴な真の農夫として北朝鮮では高く評価されており、1994年には、彼の名に因んで、金輔鉉大学という農科大学が作られた。

## 家系
金日成の本貫が全州というのは自称であり、賎民階級で文盲であった彼の先祖についての詳細な記録があったとは考えられないため、真相は不明である。
- 派祖：金継祥（キム・ギェサン、김계상）[3]
- 高祖父：金於乙火（1728年 - 1813年）
- 高祖母：於仁伊
- 曾祖父：金旻洙（1770年 - 1854年）
- 曾祖母：小岳伊
- 養祖父：金松齢（キム・ソンリョン、김송령）（1810年 - 1899年3月12日）
- 養祖母：羅氏（나현직）（1811年 - 1897年1月23日）
- 父：金膺禹（キム・ウンウ、김응우）（金継祥の10世孫、1848年旧暦6月17日 - 1878年旧暦10月4日）
- 母：李氏（이씨）
- 本人：金輔鉉（キム・ボヒョン、김보현）（1871年旧暦8月19日 - 1955年新暦9月2日）
- 妻：李寶益（リ・ボイク、리보익）（1876年旧暦5月31日 - 1959年新暦10月18日）
  - 長男：金亨稷（キム・ヒョンジク、김형직）（1894年旧暦7月10日 - 1926年新暦6月5日）、母李寶益
    - 孫（長男）：金成柱（金日成）（1912年4月15日 - 1994年7月8日）、母康盤石
      - 曾孫（長男）：金正日　幼名：有羅（ユーラ、김유라）（1941年2月16日 -　2011年12月17日）、母金正淑
        - 玄孫（長男）：金正男（1971年5月10日 - 2017年2月13日[4]）、母成恵琳
          - 来孫（長男）：金漢率（1995年6月16日 - ）、母李惠慶
          - 来孫（次男）：金ジミー（1997年? - ）、母李惠慶
          - 来孫（長女）：金率姫（1998年? - ）、母李惠慶
          - 来孫（次女？）：金綿率 (?) 、 母申貞姫
          - 来孫（三女？）：金東煥 (?) 、 母崔惠理
          - 来孫（四女？）：金現慶 (?) 、 母徐英蘭

        - 玄孫（次男）：金正哲（1980年9月25日 - ）、母高容姫（在日朝鮮人帰還者）
        - 玄孫（三男）：金正恩（1983年1月8日 - ）、母高容姫（在日朝鮮人帰還者）
          - 来孫（次女）：金主愛（2011年 - ）、母李雪主

        - 玄孫（長女）：金恵敬（1965年 - ）、母洪一茜
        - 玄孫（次女）：金雪松（1974年 - ）、母金英淑
        - 玄孫（三女）：金英順（1976年 - ）、母金英淑
        - 玄孫（四女）：金与正（1987年9月26日 - ）、母高容姫

      - 曾孫（次男）：金万一　幼名：修羅（シューラ、김슈라）（1944年 - 1947年）、母金正淑
      - 曾孫（三男）：金成一（1951年 - ）人民軍総参謀部中将、母文成子
      - 曾孫（四男）：金平一（1954年8月10日 - ）、母金聖愛
        - 玄孫（長男）：金仁剛（1983年 - ）、母金順琴
        - 玄孫（長女）：金恩松（1981年 - ）、母金順琴

      - 曾孫（五男）：金英一（1956年 - 2000年）、母金聖愛
        - 玄孫：金成剛

      - 曾孫（六男）：金清一、母金聖愛
      - 曾孫（長女）：金敬姫（1946年5月30日 - ）、母金正淑
      - 曾孫（次女）：金慶真（1952年 - ）、母金聖愛
      - 曾孫（三女）：金京一、母金聖愛

    - 孫（次男）：金哲柱（1916年6月12日 - 1935年6月14日）、母康盤石
    - 孫（三男）：金英柱（1920年 -2021年12月14日 ）（大日本帝国陸軍関東軍の通訳）、母康盤石

  - 二男：金亨禄、母李寶益
    - 孫（長男）：金永柱
    - 孫（次男）：金元柱
    - 孫（三男）：金昌柱
    - 孫（長女）：金貞淑？

  - 三男：金亨權（キム・ヒョンクォン、김형권）（1905年11月4日 - 1936年1月12日）、母李寶益
  - （長女）：金九日女、母李寶益
  - （次女）：金亨實、母李寶益
  - （三女）：金亨福、母李寶益
  - 大叔父：金柏齢、母小岳伊
  - 叔父：金膺舜、 母羅氏
  - 従兄：金公鉉、 父金膺舜

## 註釈
1. ↑  「全州金氏」ではなく、実際は「善山金氏」ではないかと言われている。
2. ↑  全州金氏だとすれば、新羅第56代敬順王の末裔である金台瑞の子孫ということになる。「全州金氏」という説は金日成の回顧録『世紀とともに』に記載されているが、史実としては金膺禹以前の系譜は信用出来ないものである。また朝鮮日報2000年10月8日号の記事によると、「金正日は、2000年9月、韓国のマスコミの社長との昼食会で、『南に行くことが出来たら、全羅北道完州郡九耳面の母岳山（モアクサン、모악산）にある台瑞公の始祖廟を参拝したい』と発言した」という。
3. ↑  1992年、金日成著書《與世紀同行（金日成回憶録）》云「我一家，是在我的先祖金繼祥那一代，為了生存，從全羅北道的全州遷到北方來的。我們家在萬景台安家落戸，是在曾祖父（金膺禹）世代。曾祖父出生在平壤的中城裏，自幼務農。因家境貧窮，19世紀60年代，跟住在平壤的地主李平澤説好，替他守墓，於是搬到了萬景台，住進了那家地主的守墓房。（中略）我們一家祖祖輩輩都是佃農，家境十分貧寒。我的祖輩三代都是獨生子，到我祖父（金輔鉉）一代，生下了六個兄妹，人口增到十來個人。祖父為讓子孫能夠糊口，從沒有歇過手。在別人都熟睡的凌晨，他就到村裏東奔西走地撿糞；夜裏則坐在油燈下搓草繩，打草鞋，編草席。祖母（李寶益）也是白天黑夜地紡線。母親（康盤石）帶著叔母（玄養信）和姑母（金九日女、金亨實、金亨福）白天到地裏除草，夜裏織布。因為家裏太窮，大叔父（金亨祿）九歳時只學了一點《千字文》，從沒有上過學，自小就幇助祖父種田」
4. ↑  “金正男氏を毒殺か 正恩氏の異母兄”.   毎日新聞 (2017年2月14日). 2025年2月16日閲覧閲覧。 エラー: 閲覧日が正しく記入されていません。